# Дзюркало
Дзю́ркало — гідрологічна пам'ятка природи місцевого значення в Україні. Розташована в межах Черкаського району Черкаської області, в селі Мельники, на межі із селом Медведівка, біля автошляху Т 2402.

## Опис
Площа 0,01 га. Статус присвоєно згідно з рішенням Черкаської обласної ради від 08.04.2000 р. № 15-4. для збереження цілющого джерела та красивого ландшафту.
Джерело обладнане, має альтанку. Вода у своєму складі має радон. Джерело виходить на поверхню в долині річки Медведка. Є одним з найпотужніших джерел Холодного Яру за кількістю води на одиницю часу.

## Значення
Завдяки зручності розташування та потужності є важливим джерелом питної води для місцевих мешканців. Популярне серед туристів завдяки цілющим властивостям та зручності розташування.